# La doña (telenovela de 2011)
La Doña (lema: Más indomable que nunca) es una telenovela chilena de drama histórico y suspenso dirigida por Vicente Sabatini Downey Se estrenó por Chilevisión el 4 de octubre de 2011, y concluyó el 4 de abril de 2012. y es la nueva versión de la miniserie chilena de época de 1987, La Quintrala. 
Protagonizada por Claudia Di Girolamo en el personaje titular de Catalina de los Ríos y Lisperguer, acompañada con un elenco coral. 
Durante su emisión La Doña obtuvo una considerable audiencia, con un promedio de 16,6 puntos de rating, superó ampliamente a su competencia en horario prime: Peleles de Canal 13 (Chile) y Su nombre es Joaquín de Televisión Nacional de Chile. Ha sido distribuida globalmente por Chilevisión, y posteriormente por Turner Broadcasting System y Paramount Global, con derechos de exhibición licenciados.

## Argumento
Ambientada en el naciente Chile del siglo XVII, la historia se centra en un período de la vida de La Quintrala, que es el más potente en cuanto al ejercicio del poder y a todas las diabluras que hizo. Catalina de los Ríos y Lisperguer es una mujer de más de cuarenta años que se ha mantenido solitaria, porque no acepta que nada ni nadie le diga lo que tiene que hacer. 
Los Lisperguer son una de las familias más poderosa en la ciudad de Santiago de Chile de ese entonces, junto a ella también están los Ximénez de Mendoza. Ambas son dos familias muy potentes, quienes se pelean el poder de la ciudad. Catalina de los Ríos y Lisperguer se mueve con total seguridad e impunidad, en un mundo violente, salvaje, dominado por soldados, y bajo la atenta y castigadora mirada de la Santa Inquisición. Sin embargo, nunca imaginó que al enamorarse del hombre más poderoso de Santiago, el Gobernador Cristóbal García de León, terminaría derrotada por el sentimiento que jamás experimentó en su vida: "El amor".
Al nacer, su destino ya estaba casi escrito; vagar por las tierras como una mujer de fuego que jamás conocería el amor, debido a una maldición que una bruja le echó a su madre. Catalina creció bajo el odio y golpizas de su padre Gonzalo de los Ríos y Encio, que la culpa por la muerte de su esposa. El odio hacia su padre crecía día a día, al igual que a todos los hombres.
Esta fuerte mujer fue criada por su abuela doña Águeda Flores, Catalina se convirtió en una hermosa mujer, que cautivaba e intimidaba a los hombres de la región por su extrema belleza e indomable personalidad. Pero al único hombre que Catalina respeta y admira es a su querido amigo Fray Domingo, el sacerdote de la ciudad, aunque él la ama ocultamente desde que eran niños, además defiende y perdona todos sus aberrantes castigos y crueldades ante los enemigos de ella.

## Reparto
Una lista completa del reparto confirmado se publicó a través de Chilevisión el 31 de enero de 2011.

### Principales
- Claudia Di Girolamo como Catalina de los Ríos y Lisperguer[12][13][14]
- Juan Falcón como Cristóbal García de León[4]
- Ricardo Fernández como Fernando García de León[15]
- Sofía García como Rosario Lisperguer[4]
- Alfredo Castro como Pedro Lisperguer[4]
- Cristián Carvajal como Fray Domingo de Figueroa[4]
- Fernanda Urrejola como Millaray Chalco[4]
- Felipe Contreras como Nahuel Curiqueo[16][17][18]
- Catalina Pulido como Perpetua Ximénez de Mendoza[4]
- Alejandro Goic como Juan de la Cruz[4]
- José Soza como Gonzalo de los Ríos[4]
- Luz Jiménez como Águeda Flores[4]
- Roxana Campos como Ailen Chalco[4]
- Rodrigo Pérez como Asencio Erazo[4]
- Paloma Moreno como Isadora Ximénez de Mendoza[4]
- Javiera Hernández como Beatriz Ferreiro da Silva[4]
- Antonio Campos como Nicolás Villarreal[4]
- Nathalia Aragonese como Ancavilo Cayul[4]
- Claudio Castellón como Manuncahua Railaf[4]
- Felipe Ponce como Martín Ximénez de Mendoza[4]
- José Tomás Rodríguez como Daniel Ferreiro da Silva[4]

### Recurrentes e invitados
- Sergio Hernández Albrecht como Antonio Ximénez de Mendoza[11]
- Pablo Krögh como Benigno Martínez de Oviedo[19]
- Alessandra Guerzoni como Elena Saavedra de Guzmán
- Paulo Brunetti como Enrique de Enríquez

## Producción

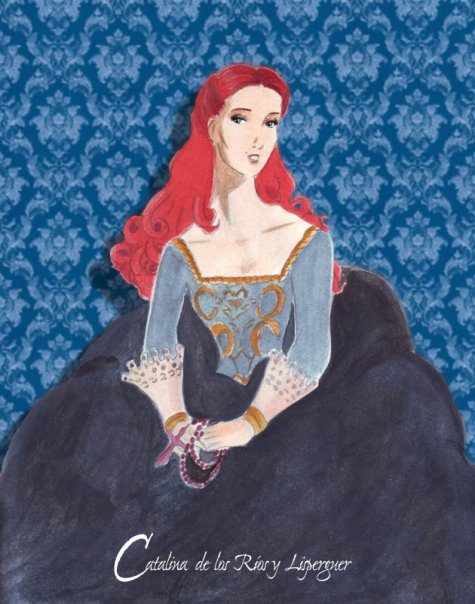
Catalina de los Ríos y Lisperguer

Inicialmente planteada con los títulos provisionales La flor de fuego y, de manera tentativa, La Quintrala, la teleserie finalmente adoptó el nombre de La doña debido a que la marca La Quintrala ya estaba registrada en el Instituto Nacional de Propiedad Industrial por Televisión Nacional de Chile (TVN), canal que había producido previamente su primera versión en formato miniserie con ese nombre en 1987, protagonizada por la presentadora Raquel Argandoña. Con una inversión de 5 millones de dólares, La doña se convirtió en la producción más costosa realizada por Chilevisión hasta ese momento, destacándose tanto por su ambición como por su escala técnica y artística.
El diseño de vestuario y joyería, fundamental para recrear la época colonial con verosimilitud, estuvo a cargo de Pablo Núñez, quien trabajó en conjunto con el sastre José Vergara y un equipo de catorce personas para crear un total de quinientos atuendos femeninos y trescientos cincuenta masculinos en un apretado plazo de dos meses antes del inicio de las grabaciones. Este esfuerzo fue crucial para dotar a la producción de una estética rica en detalles históricos, sumando valor visual a la narrativa de la serie.
Sin embargo, La doña enfrentó ciertos desafíos tecnológicos en cuanto a la calidad de la grabación. A diferencia de muchas producciones contemporáneas, la teleserie no fue filmada en alta definición debido a las limitaciones de equipamiento en el Estudio 1 Sonia Fuchs de Chilefilms. Para obtener una imagen más amplia, se utilizó un truco técnico: los lentes de las cámaras fueron “parchados” con cinta de enmascarar o masking tape para simular un formato widescreen, acercándose a la proporción de imagen de las cámaras HD. No obstante, este proceso no logró igualar la calidad en términos de definición y colorimetría entre las grabaciones en SD y en HD.
En paralelo, se armó una unidad móvil de producción especializada, equipada con cámaras HD, para ser utilizada en exteriores y en el Estudio 3 de Chilefilms, donde se montaron los sets que no podían instalarse en el estudio principal por razones de espacio. Esta división de recursos técnicos, sumada al desafío de la desigualdad en la calidad de las imágenes, reveló las limitaciones de la infraestructura de la época y la necesidad de adaptarse a los recursos disponibles para mantener la coherencia estética de la producción.
En cuanto a la parte musical, la teleserie contó con una canción central reinterpretada de gran peso cultural: La quintralada, una composición de 1979 de Florcita Motuda, popularizada por Patricia Maldonado en los años 80. Esta nueva versión fue producida por Juan Andrés Ossandón e interpretada por la cantante María Jimena Pereyra, convirtiéndose en un emblema de la serie y reforzando su identidad sonora.
La Doña logró altos índices de audiencia en el horario prime y derrotó a su competencia, las hegemonías de ficción; Su nombre es Joaquín de TVN y Peleles de Canal 13. Debido al éxito, el canal decidió retener a Claudia Di Girolamo bajo un exclusivo contrato de un período de dos años.

## Audiencias
| Temporada | Horario                             | Episodios | Primera emisión      | Primera emisión   | Primera emisión       | Última emisión     | Última emisión    | Última emisión        | Prom. de espectadores (cuota) |
| Temporada | Horario                             | Episodios | Fecha                | Audiencia (cuota) | Máx. Audiencia (peak) | Fecha              | Audiencia (couta) | Máx. Audiencia (peak) | Prom. de espectadores (cuota) |
| --------- | ----------------------------------- | --------- | -------------------- | ----------------- | --------------------- | ------------------ | ----------------- | --------------------- | ----------------------------- |
| 1         | Lunes a jueves 10:30 pm. (eps.1-92) | 92        | 4 de octubre de 2011 | 20,3              | 27,0                  | 4 de abril de 2012 | 17,7              | 22,1                  | 16,7                          |

## Retransmisiones
- 2016 (1:00 am.)[30]
- 2025: (3:45 am.)[31]

## Emisión Internacional
- 2014: Telerama (Ecuador)

## Premios y nominaciones

### Copihue de Oro
| Categoría                  | Nominados           | Resultados | Ref.   |
| -------------------------- | ------------------- | ---------- | ------ |
| Mejor actriz de televisión | Claudia Di Girolamo | Nominada   | [ 32 ] |

### Premios Fotech
| Categoría                              | Nominados                                                                                          | Resultados | Ref.   |
| -------------------------------------- | -------------------------------------------------------------------------------------------------- | ---------- | ------ |
| Mejor teleserie                        | La Doña                                                                                            | Nominada   | [ 33 ] |
| Mejor director de teleserie            | Vicente Sabatini                                                                                   | Ganador    | [ 33 ] |
| Mejor actriz protagónica de teleserie  | Claudia Di Girolamo                                                                                | Ganadora   | [ 33 ] |
| Mejor canción de teleserie             | «La Quintralada» (compuesta por Juan Andrés Ossandón ft. María Jimena Pereyra)                     | Ganadora   | [ 33 ] |
| Mejor historia secundaria de teleserie | Juan y Nicolás (escrito por Carlos Galofré, Rodrigo Ossandón, Ángela Bascuñan y Luis López Aliaga) | Ganadora   | [ 33 ] |
| Premio a la Trayectoria en Televisión  | José Soza                                                                                          | Ganador    | [ 33 ] |